# Стадион Јуниверзити оф Финикс
Стадион Јуниверзити оф Финикс (енгл. University of Phoenix Stadium) је вишенаменски (фудбал, атлетика) стадион који се налази у Глендејл, САД. Стадион је званично отворен  2006. године. Стадион је домаћин Аризона кардиналсиима. Капацитет стадиона може се проширити са 63.400 на више од 78.000 гледалаца. Четрдесет девети Супер Боул је овде одигран 1. фебруара 2015. године. 

## Историјат стадиона
Стадион, капацитета 63.400 гледалаца (прошириво на 73.719), званично је отворен 1. августа 2006. године, након 3 године изградње. Сматра се архитектонском иконом у региону, а престижни часопис „Бизнис вик” прогласио га је једним од 10 најупечатљивијих спортских стадиона на свету, комбинујући кров који се увлачи са природном травом. То је једини амерички стадион наведен на тој листи.
Прва предсезонска утакмица одиграна је 12. августа 2006. између Кардиналса и Питсборо стилерса, кардиналс је славио 21:13, док је прва званична утакмица одиграна 10. септембра исте године против Сан Франциско 49ерс-а. Климатизација стадиона је од тада омогућила играње код куће на дан отварања, нешто што се није догодило откад се тим преселио у Аризону 1988. због високих температура.
28. марта 2010. године на овом стадиону је одржана Реслманија XXVI, са рекордних 72.219 посетилаца.

## Супербоул
| № | Датум            | Репрезентације                         | Резултат | Златни куп | Гледалаца |
| - | ---------------- | -------------------------------------- | -------- | ---------- | --------- |
| 1 | 3. фебруар 2008. | Њујорк џајантси – Њу Ингланд патриотси | 17:14    | XLII       | 71.101    |
| 2 | 1. фебруар 2015. | Њу Ингланд патриотси – Сијетл сихокси  | 28:24    | XLIX       | 70.288    |

## Фудбалски турнири

### КОНКАКАФ златни куп
Овај стадион је неколико пута биран као стадион домаћина током турнира за Златни куп, фудбалског турнира за репрезентације КОНКАКАФ-а. Током Златног купа 2009 , 2015 , 2017 , 2019  и 2021 , овај стадион је био један од стадиона на којима су се играле фудбалске утакмице.
| № | Датум         | Репрезентације                                                             | Резултат | Златни куп   | Гледалаца |
| - | ------------- | -------------------------------------------------------------------------- | -------- | ------------ | --------- |
| 1 | 12. јул 2009. | Панама – Никарагва                                                         | 4:0      | Групна фаза  | 23.876    |
| 2 | 12. јул 2009. | Мексико – Гваделуп                                                         | 2:0      | Групна фаза  | 23.876    |
| 3 | 12. јул 2015. | Тринидад и Тобаго – [[Фудбалска репрезентација Кубе {{{altlink2}}}\|Куба]] | 2:0      | Групна фаза  | 62.910    |
| 4 | 12. јул 2015. | Гватемала – Мексико                                                        | 0:0      | Групна фаза  | 62.910    |
| 5 | 20. јул 2017. | Мексико – Хондурас                                                         | 1:0      | Четвртфинале | 37.404    |
| 6 | 20. јул 2017. | Јамајка – Канада                                                           | 2:1      | Четвртфинале | 37.404    |
| 7 | 2. јул 2019.  | Хаити – Мексико                                                            | 0:1      | Полуфинале   | 64.128    |
| 8 | 24. јул 2021. | Катар – Салвадор                                                           | 3:2      | Четвртфинале | 64.211    |
| 9 | 24. јул 2021. | Мексико – Хондурас                                                         | 3:0      | Четвртфинале | 64.211    |

### Копа Америка Сентенарио
| № | Датум         | Репрезентације               | Резултат | Златни куп   | Гледалаца |
| - | ------------- | ---------------------------- | -------- | ------------ | --------- |
| 1 | 5. јун 2016.  | Мексико – Уругвај            | 3:1      | Групна фаза  | 60.025    |
| 2 | 8. јун 2016.  | Еквадор – Перу               | 2:2      | Групна фаза  | 11.937    |
| 3 | 25. јун 2016. | Сједињене Државе – Колумбија | 0:1      | Четвртфинале | 51.359    |